# Die Ratten (1969)
Die Ratten ist eine deutsche Fernseh-Verfilmung des gleichnamigen Dramas von Gerhart Hauptmann.

## Handlung
Der Film folgt genau der Handlung der literarischen Vorlage:
Schauplatz der Handlung ist ein Berliner Mietshaus um 1900. Das Dienstmädchen Pauline Piperkarcka wird schwanger und Henriette John, Ehefrau eines außerhalb der Stadt arbeitenden Maurerpoliers, kauft ihr das Kind ab: Sie hat sich nach dem frühen Tod ihres ersten Sohnes immer ein weiteres Kind gewünscht, und Pauline entgeht so der Schmach eines unehelichen Kindes. Frau John präsentiert allen (auch ihrem von der Arbeit zurückkehrenden Mann) das Kind als ihr eigenes, Paulina hat jedoch Angst vor Strafverfolgung, meldet das Kind deshalb beim Standesamt als ihres an und benennt Frau John als Pflegemutter. Bei einer Kontrolle durch einen Beamten vom Standesamt wird ein Kind allein in der Wohnung vorgefunden. Tatsächlich handelt es sich jedoch um das kranke Kind der verarmten und morphiumabhängigen Nachbarin Frau Knobbe. Aufgrund dieser Verwechslung entbrennt ein Streit um das Kind zwischen Knobbe und Paulina, während Frau John mit Paulines Kind vorübergehend verschwunden ist. Nach ihrer Rückkehr bittet sie ihren Bruder Bruno, Pauline einzuschüchtern und sie dazu zu bringen, sich von dem Kind fernzuhalten. Es kommt jedoch zu einem Streit zwischen Bruno und Pauline, in dessen Verlauf Bruno sie tötet. Frau John versucht, die Verantwortung für diesen Tod zu verdrängen, gibt ihrem Bruder aber Geld, damit er sich ins Ausland absetzen kann. Gegenüber ihrem Mann verstrickt sie sich zunächst in Lügen. Als dann aber (wegen des Verdachts gegen Bruno) die Polizei auftaucht, muss sie den Kindeshandel zugeben. Das Kind soll nun in ein Waisenhaus kommen, und Frau John stürzt aus der Wohnung und nimmt sich das Leben.
In einer mit dieser Handlung nur wenig verbundenen Nebenhandlung geht es um den Theaterdirektor Hassenreuter, der auf dem Dachboden des Mietshauses (wo auch Pauline das Kind gebar) seinen Kostümfundus gelagert hat und dort Schauspielunterricht gibt. Seine Tochter Walburga trifft sich dort heimlich mit ihrem Verehrer Erich Spitta, einem Pastorensohn, der sein Theologiestudium zugunsten einer Schauspielkarriere abbrechen möchte, auch wenn es dadurch zum Bruch mit seinem Vater kommt. Hassenreuter rät Spitta von diesem Schritt ab und spricht ihm jedes schauspielerische Talent ab. Auch ist er zunächst gegen eine Verbindung zwischen Spitta und seiner Tochter, diese weiß jedoch von der Affäre ihres Vaters mit der Schauspielerin Alice Rütterbusch, und so muss er, nach Vermittlung durch seine Frau, einer Verlobung letztendlich zustimmen.

## Produktion
Der prominent besetzte und vom WDR produzierte Film wurde 1968 gedreht und am 12. Januar 1969 zum ersten Mal ausgestrahlt. 2012 erschien er auf DVD, produziert von Pidax Film. Es handelt sich um die vierte von insgesamt fünf Verfilmungen des Dramas: Zwei Kinofilmen von 1921 und 1955 sowie drei Fernsehfassungen von 1959, 1969 und 1979.

## Rezeption
In den Kritiken der Fernsehzeitschriften Gong und Hörzu wurde angemerkt, dass der Schwerpunkt der Verfilmung stärker als bei anderen Inszenierungen auf der Hassenreuter-Nebenhandlung und damit auf dem amüsanteren, weniger bedrückenden Anteil der Geschichte liegt. Zudem wurde die schauspielerische Leistung von Inge Meysel gelobt.